# Великанов, Клавдий Сафонович
Клавдий Сафонович Великанов (11 августа 1906 — 24 марта 1987) — советский хирург. В годы Советско-финской и Великой Отечественных войн — ведущий хирург полевых госпиталей. После войны — ведущий хирург городской больницы Каменец-Подольского. Заслуженный врач Украинской ССР.

## Биография
Родился 11 августа 1906 года в станице Обливской ныне Ростовской области в семье портного, русский.
В 1924 году окончил среднюю школу, а в 1930 году — Саратовский медицинский институт.
Работал в Сталинграде в здравпункте тракторного завода, затем бортхирургом на местной автосанитарной станции, был ассистентом факультетской хирургической клиники медицинского института.
В РККА с 1940 года. Участвовал в войне с финнами, командир хирургического взвода медсанбата под Ленинградом.

Операционно-перевязочный блок действовал круглосуточно. Где только не приходилось работать: в полуразрушенных домах, под грохот снарядов, а чаще всего в брезентовых палатках — операционных, занесенных снегом и замаскированных в лесах.— из воспоминаний Клавдий Софоновича Великанова
После окончания войны — заведующий хирургическим отделением корпусного госпиталя в городе Ковель на Волыни.

### Великая Отечественная война
С первого же дня войны — на Юго-Западном фронте. Возле Пирятина госпиталь, в котором служил Великанов, попал в окружение.
С 21 октября 1941 года работал в подпольном госпитале на территории занятой противником:

Вся организация подпольного госпиталя и оперирования раненых лежало на моих плечах. Пришлось в примитивном помещении делать разнообразные операции вплоть до ампутирование конечностей. Потом перешли в село Лука, что за 12 километров от Лохвицы, где был создан госпиталь, в котором оперировали раненых партизан.— из воспоминаний Клавдий Софоновича Великанова
С освобождением 13 сентября 1943 года города Лохвицы Клавдий Великанов после проверки органами контрразведки назначают ведущим хирургом госпиталя Хирургического Полевого Подвижного госпиталя № 5230, затем № 2236.
Великанов вспоминал: «Оперировали днём и ночью. Часто из-за наплыва раненных засыпали, стоя со скальпелем в руках».
За время работы в госпитале, за девять месяцев — с октября 1943 по август 1944 года:

показал себя как высоко квалифицированный специалист … через его руки прошло 25 000 раненых и больных … было оперировано им лично 1978 раненых бойцов и офицеров Красной Армии, из них 973 сложных операций … за время работы в госпитале имел нагрузку до 1000 % …проводит большую работу по подготовке кадров: подготовил двух врачей, семь сестёр …— из наградного листа на Орден Красной Звезды, 1 августа 1944
Награждён двумя орденами Красной Звезды (20.09.1944, 18.05.1945) и Отечественной войны 2-степени (1985).

### После войны
С 1946 года, в течение 40 лет, жил в городе Каменец-Подольский.
Работал ведущим хирургом в областном госпитале инвалидов Великой Отечественной войны, ежегодно проводил тысячи операций инвалидам и участникам войны, постоянно осваивая новые способы операций и методы обезболивания.
Работал консультантом-хирургом туберкулёзного госпиталя для инвалидов войны. После стажировки у Николая Амосова первым в Хмельницкой области стал проводить операции на лёгких по поводу нагноительных заболеваний и туберкулёза.
В 1958 году, первым в области, провёл операцию на сердце.
В 1962 году, после объединения госпиталя с городской больницей, возглавил в ней хирургическое отделение, а в 1968—1978 годах — ортопедо-травмотологическое отделение.
14 лет преподавал хирургию в Каменец-Подольском медицинском училище. В течение 20 лет руководил Научным Обществом медиков города.
В 1961 году избирался депутатом Хмельницкого областного совета где возглавлял комиссию по вопросам здравоохранения.
Умер 24 марта 1987 года. Похоронен на почётной аллее нового городского кладбища.

## Награды
- Два ордена Красной Звезды (1944, 1945) и орден Отечественной войны 2-степени (1985).
- Орден Трудового Красного Знамени (1961), звание «Заслуженный врач Украинской ССР» (1957).

## Память
В 1993 году его именем названа улица в Каменец-Подольском, где в доме № 24 он жил.